# Anders Fredrik Wiking
Anders Fredrik Wiking, född 10 augusti 1855 i Kuddby församling, Östergötlands län, död 25 mars 1923 i Seattle, var en svensk ingenjör. Han var far till Sven Wiking och Sigrid Wiking-Olsson. 
Wiking utexaminerades från Teknologiska institutets fackskola för mekanik 1878, var anställd vid mekaniska verkstäder i USA 1879–83 samt i Sverige 1884–89, då han som varvsingenjör kom till W. Lindbergs Varvs- och Verkstads AB (Södra varvet) i Stockholm, vilket han för egen räkning efter en tid övertog, men sålde 1919, då han bosatte sig i Seattle. 
Under Wikings ledning byggdes vid Södra varvet bland annat de vackra, snabbgående skärgårdsångarna "Express" och "Norrtälje". Vid sidan av den rena fartygsbyggnadsverksamheten hade han även stort intresse för vissa specialdetaljer, såsom styrmaskinerier, flytdockor och självlossande pråmar. Han anlitades mycket som besiktningsman och fartygsexpert.